# Mitopus morio
Espèce
Synonymes
- Phalangium morio Fabricius, 1779
- Phalangium palliatum Latreille, 1798
- Opilio grossipes Herbst, 1799
- Opilio alpinus Herbst, 1799
- Phalangium urnigerum Hermann, 1804
- Opilio fasciatus C. L. Koch, 1835
- Opilio cryptarum C. L. Koch, 1836
- Opilio cinerascens C. L. Koch, 1839
- Opilio canescens C. L. Koch, 1839
- Opilio albescens C. L. Koch, 1839
- Opilio serripes C. L. Koch, 1839
- Opilio similis C. L. Koch, 1839
- Opilio affinis C. L. Koch, 1839
- Opilio acanthopus Rossi, 1847
- Opilio scabripes Walker, 1860
- Opilio petrensis L. Koch, 1861
- Opilio rhododendri L. Koch, 1869
- Mitopus alpinus borealis Thorell, 1876
- Oligolophus montanus Banks, 1893
- Mitopus dorsalis Banks, 1900
- Oligolophus kulczynskii Strand, 1900
- Oligolophus vagans Strand, 1900
- Mitopus scaber Roewer, 1912

Mitopus morio est une espèce d'opilions eupnois de la famille des Phalangiidae.

## Distribution
Cette espèce se rencontre en écozone holarctique.

## Description

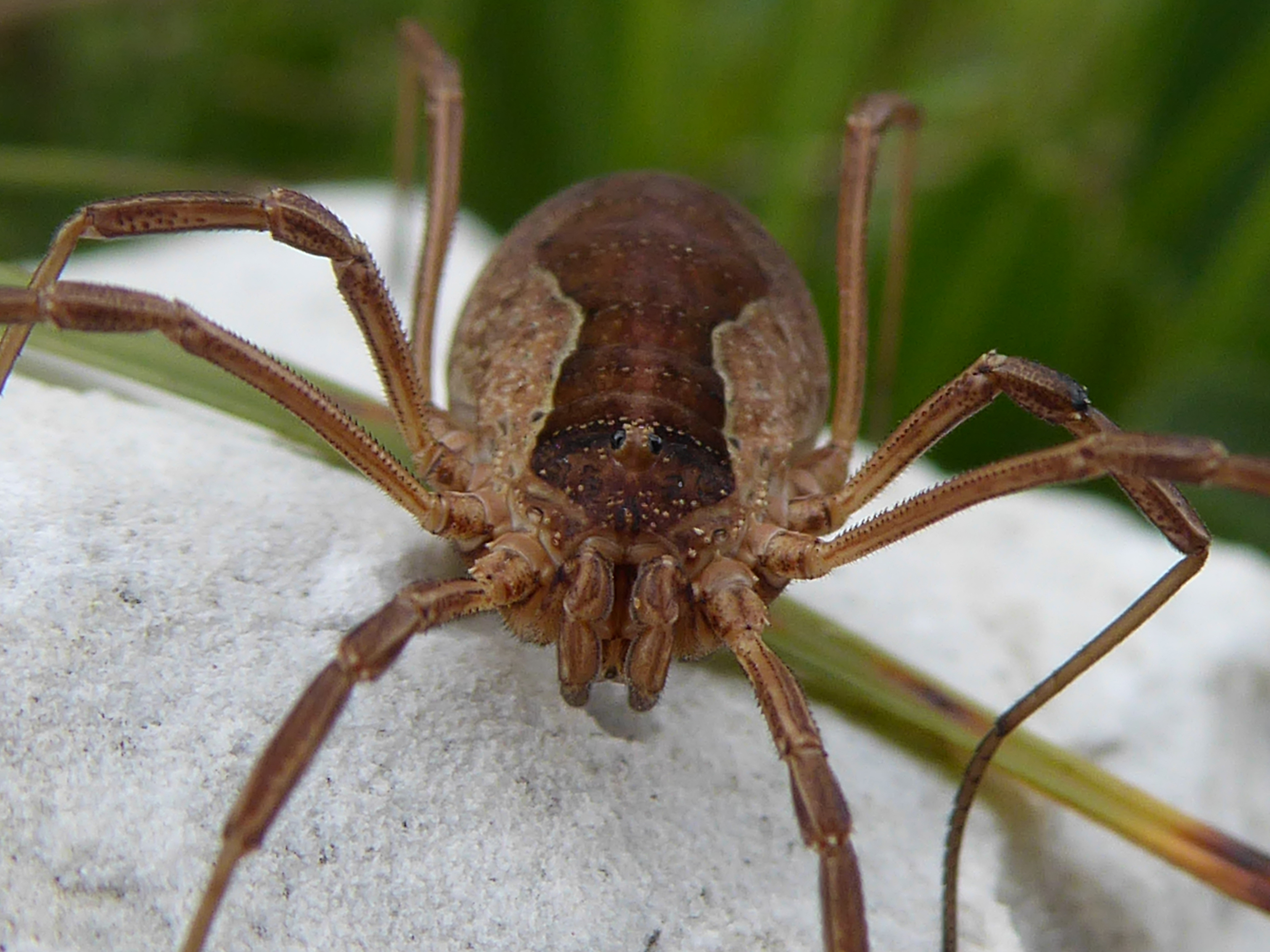
Mitopus morio

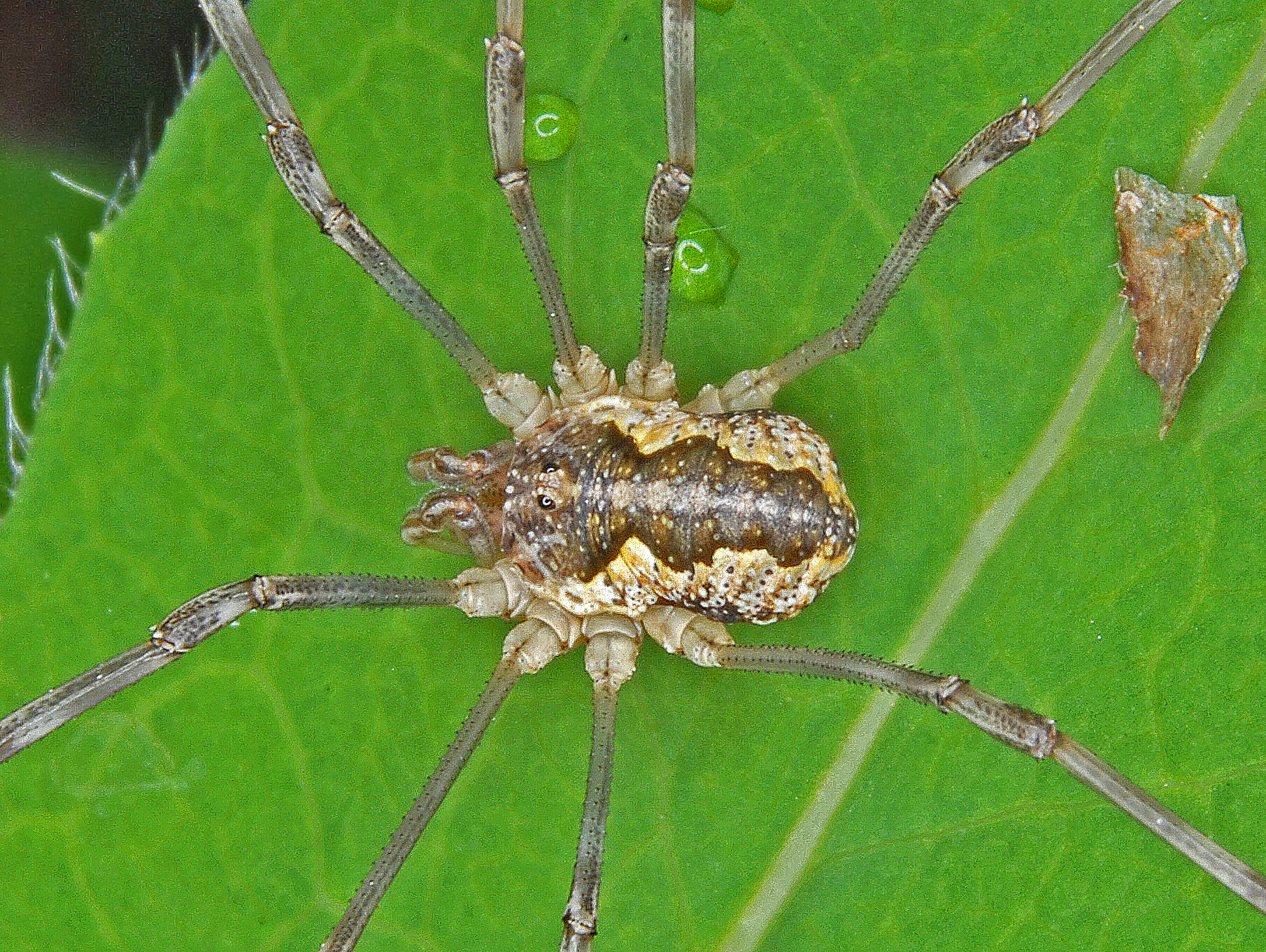
Mitopus morio

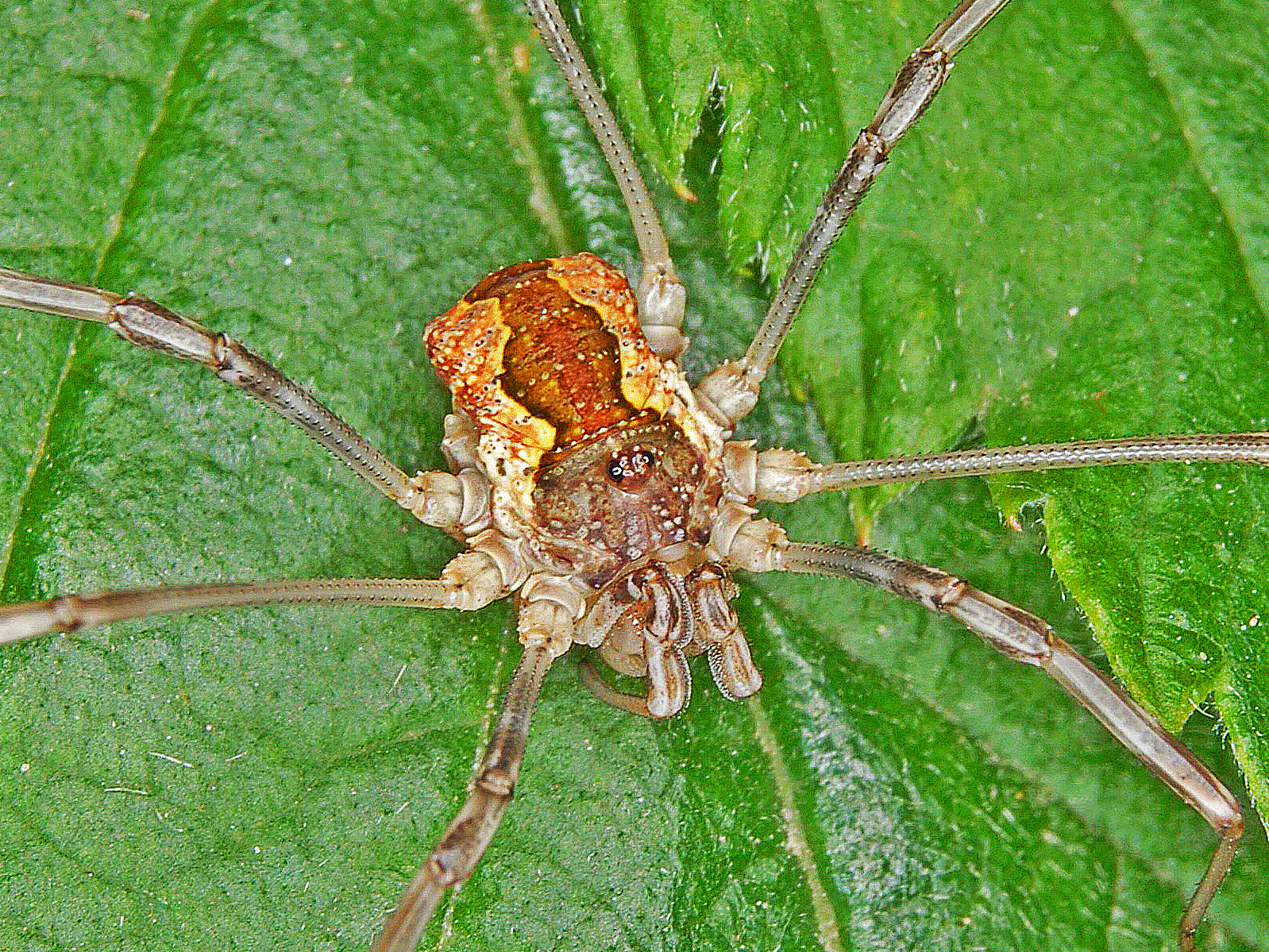
Mitopus morio

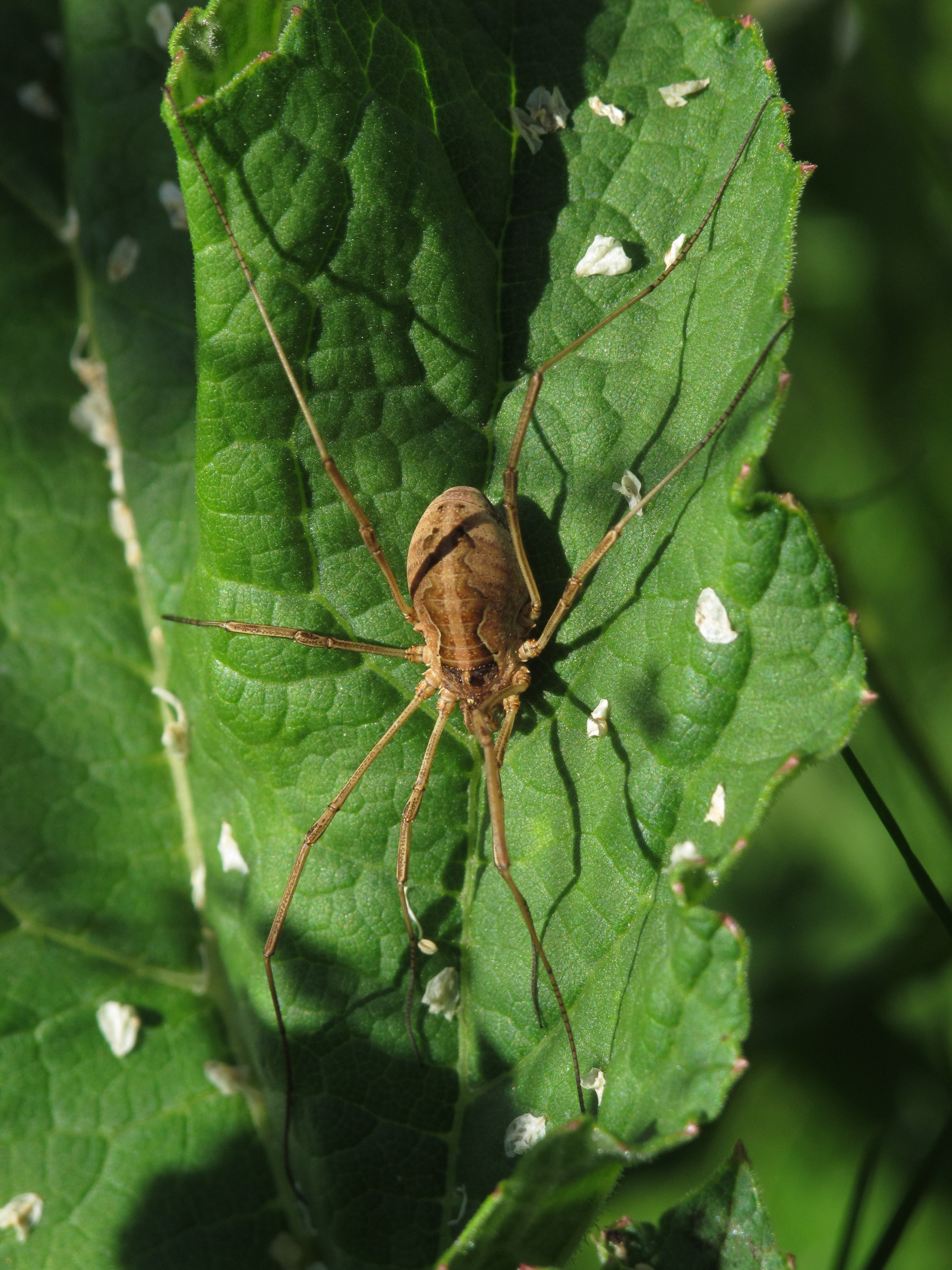
Mitopus morio

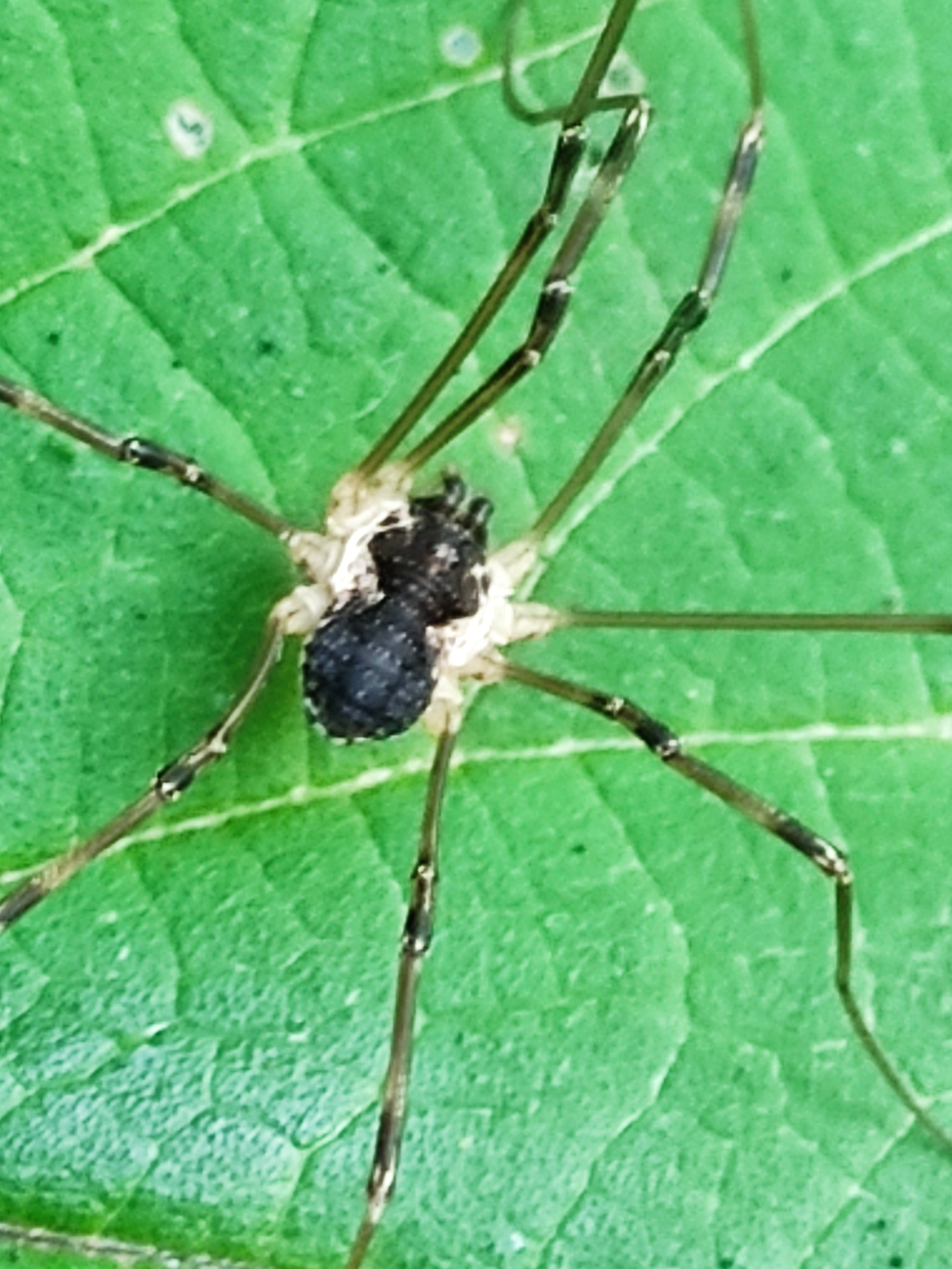
Mitopus morio

Les mâles mesurent de 4,2 à 5,3 mm et les femelles de 6,4 à 8,2 mm.

## Systématique et taxinomie
Cette espèce a été décrite sous le protonyme Phalangium morio par Fabricius en 1779. Elle est placée dans le genre Opilio par Herbst en 1798 puis dans le genre Mitopus par Thorell en 1876.
Opilio grossipes, Phalangium urnigerum, Opilio albescens et Opilio petrensis ont été placées en synonymie par Thorell en 1876.
Oligolophus kulczynskii et Oligolophus vagans ont été placées en synonymie par Tullgren en 1906.
Phalangium palliatum, Opilio alpinus, Opilio fasciatus, Opilio cryptarum, Opilio cinerascens, Opilio canescens, Opilio serripes, Opilio rhododendri et Oligolophus montanus ont été placées en synonymie par Roewer en 1912.
Opilio similis, Opilio acanthopus et Opilio scabripes ont été placées en synonymie par Roewer en 1923.
Mitopus scaber a été placée en synonymie par Soares en 1978.
Mitopus alpinus borealis a été placée en synonymie par Jennings en 1983.
Mitopus dorsalis a été placée en synonymie par Cokendolpher et Holmberg en 2018.
Opilio affinis a été placée en synonymie par Kury, Mendes, Cardoso, Kury et Granado en 2020.

## Publication originale
- Fabricius, 1779 : Reise nach Norwegen mit Bemerkungen aus der Naturhistorie und Oekonomie, Carl Ernst Bohn, Hamburg, p. 1–388.